# Silent Running (On Dangerous Ground)
Silent Running (On Dangerous Ground) is een nummer van de Britse band Mike & the Mechanics uit 1986. Het is de eerste single van hun titelloze debuutalbum.
Paul Carrack verzorgt de leadvocalen op het nummer. De titel van het nummer is slechts "Silent Running", maar omdat het gebruikt wordt in de film On Dangerous Ground wordt de filmtitel er ook in verwerkt. Volgens Mike Rutherford gaat het nummer over "een idee dat de vader van een gezin vooruit is in de tijd, zodat hij terug kan kijken en kan zien wat er in Engeland gaat gebeuren, en dat belooft niet veel goeds. Hij probeert een bericht terug te krijgen naar zijn familie om hen te waarschuwen dat de dreigende ramp eraan komt. Vandaar de regel: 'Can you hear me, can you hear me calling you?'". De BBC boycotte het nummer lange tijd vanwege de politiek geladen teksten over oorlog, nationalisme en religie. "Silent Running (On Dangerous Ground)" werd een bescheiden hitje in het Verenigd Koninkrijk, waar het de 21e positie behaalde. Hoewel het nummer in Nederland slechts een 10e positie in de Tipparade behaalde, werd het er toch een radiohit die tot op de dag van vandaag veel airplay krijgt.